# Оджибве (народ)

Расселение оджибве около 1800 года

Оджибве, оджибва, или чиппева (самоназвание — анишинаабе) — индейский народ алгонкинской языковой семьи. Расселён в резервациях в США, в штатах Мичиган, Висконсин, Миннесота, Северная Дакота, Монтана и в Канаде, в провинциях Онтарио, Манитоба, Саскачеван, Альберта и Британская Колумбия. Численность — около 330 тыс. чел.: свыше 160 тыс. чел. в Канаде, свыше 170 тыс. — в США. Религии — протестантизм, католицизм и традиционные культы. 
Это один из самых крупных индейских народов в Северной Америке, по численности примерно равен кри и уступает чероки и навахо. Язык народа — оджибве.
Оджибве (чиппева) являются «старшим братом» или «хранителями веры» в существующем с XVIII века союзе индейских племён, известном как «Совет трёх огней», куда наряду с ними входят оттава и потаватоми.

## Название
Самоназвание народа — анишинаабе — означает «люди». 
Точное значение названия-экзонима «оджибве» неизвестно. Существует несколько объяснений его происхождения.
- ojiibwabwe (/o/ + /jiibw/ + /abwe/) в значении «те, кто варят/жарят, пока не сморщится», ссылаясь на обработку мокасин огнём, чтобы те стали устойчивыми к воде[5]. Некоторые источники 19 века утверждают, что это отсылка к способу, которым оджибве пытали своих врагов[6].
- ozhibii'iwe (/o/ + /zhibii'/ + /iwe/) в значении «те, кто записывают», ссылаясь на пиктограммы, которые оджибве делали во время священных мероприятий[7].
- ojiibwe (/o/ + /jiib/ + /we/), «те, кто бормочут, говорят запинаясь» — название, данное кри из-за непонятности им языка оджибве[8].

По-французски народ называли Ojibwa, а по-английски экзоним звучит как Chippewa. Название Chippewa сегодня чаще используется в США, а Ojibway — в Канаде; оба названия, однако, встречаются в каждой из этих двух стран.

## Язык

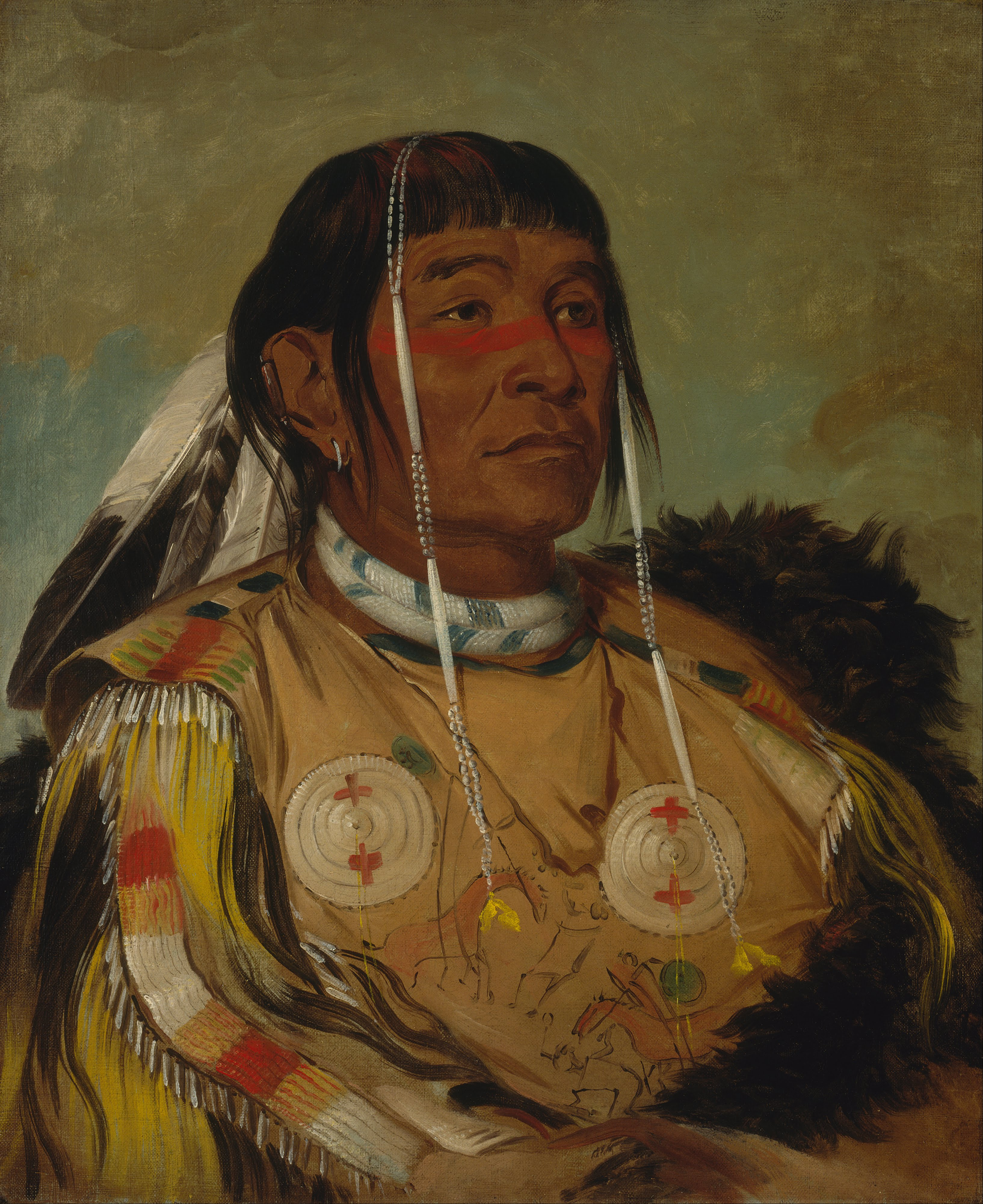
Вождь равнинных оджибве Шестая Часть. Худ. Джордж Кэтлин (1832)

Язык оджибве относится к алгонкинской языковой семье. Родственными ему являются языки черноногих и шайеннов. Он использовался на северо-востоке Америки как межплеменной язык торговли, поскольку оджибве вели интенсивную торговлю с французами в течение длительного времени. Оджибве подарили мировой культуре большое количество заимствований из их языка (слова «вигвам», «тотем» и др.).
В 1855 году Г. У. Лонгфелло написал «Песнь о Гайавате», используя мифы, топонимы и оригинальные слова народа оджибве. Как и во всех произведениях европейцев об индейцах, в нём есть ошибки. Например, имя героя должно было быть Нанабожо, потому как Гайавата — имя из языка ирокезов.

## Этнический состав

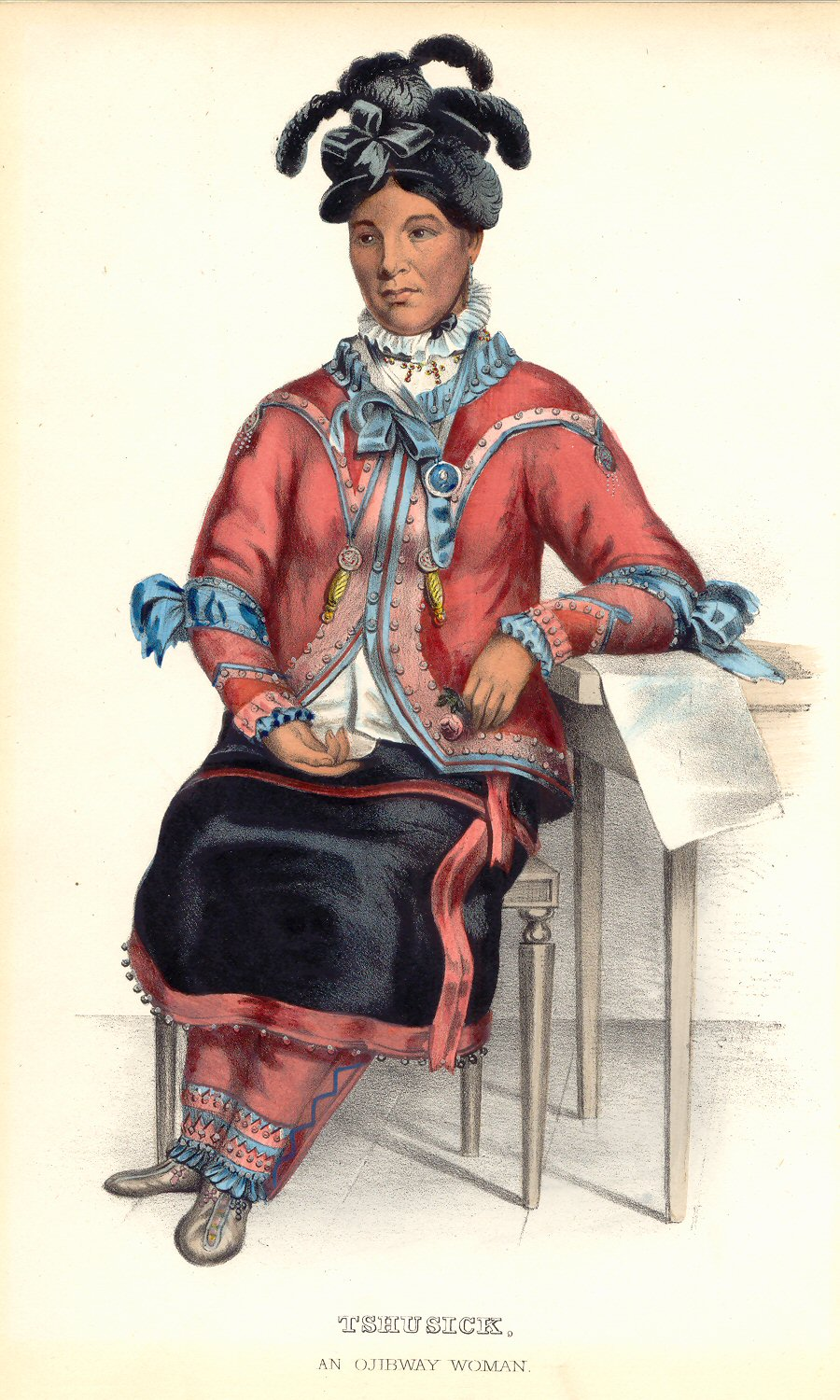
Чусик, женщина из племени оджибве. Художник Чарльз Бёрд Кинг (1836)

Оджибве делятся на северных (5 общин), северо-западных (12 общин), восточных (18 общин в Канаде, в том числе 5 общин миссиссога, и 1 в США), юго-западных (15 общин в США), оджибве реки Северн (оджи-кри — восточных (14 общин) и западных (5 общин)), оджибве северного приозёрья (края к северу от озера Верхнего) (15 общин в Канаде и 1 в США) и сото (собственно сото (36 общин в Канаде и 2 в США) и сото провинции Онтарио (23 общины в Канаде и 1 в США)), а также оджибве, говорящие на западном диалекте языка алгонкин (6 общин), и оджибве говорящие на диалекте одава (оттава) (11 общин); кроме того, в Канаде имеется ещё 7 общин одава (оттава) со смешанным населением, состоящим из одава и оджибве, а также потаватоми.

## История народа

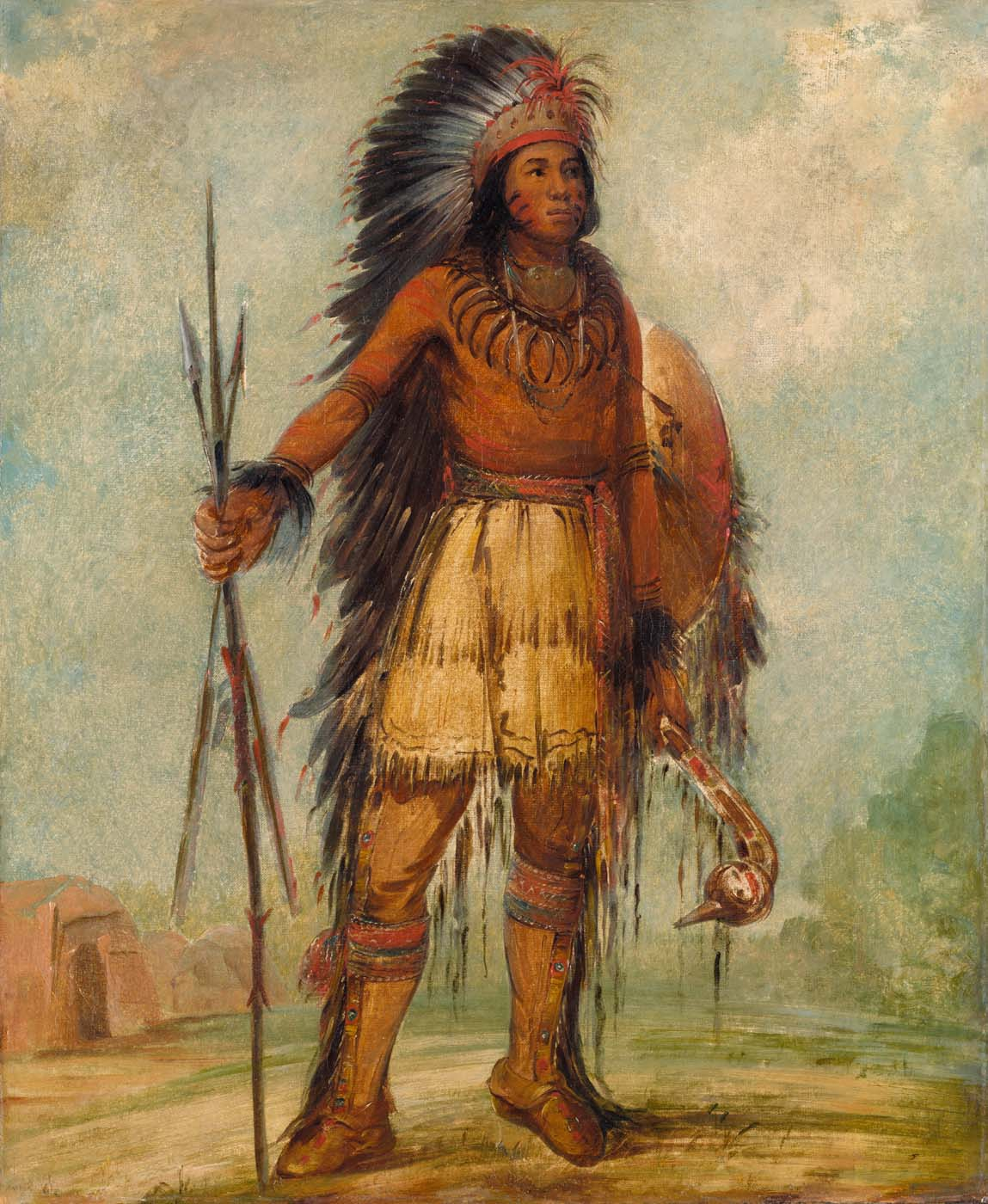
Вождь оджибве Громовая Птица. Худ. Джордж Кэтлин (1845)

До прихода европейцев на континент оджибве передавали свою историю из поколения в поколение преимущественно устно. Есть неподтверждённая информация, что существуют тайные берестяные записи, которые делались шаманами для заметок своих знаний. Из мифических историй известно, что оджибве пришли с острова Черепахи. Их путешествие было вызвано появлением семи демиургов, которые приказали племени двигаться на запад вдоль реки Св. Лаврентия до реки Оттава и далее до Великих Озер. Поскольку оджибве ведут оседлый образ жизни, дорогой они делали остановки, пока не разделились на многочисленные группы, которые затем европейцы примут за отдельные племена. Одна из них пересекла Большие Прерии и дошла почти до Тихого океана. Во время миграции оджибве вытеснили враждебные племена с их территорий. Ко времени прибытия европейцев оджибве находились в давнем союзе с племенами оттава и потаватоми, который назывался Советом Трёх Огней и который воевал против Конфедерации ирокезов и сиу. После своих завоеваний они контролировали наибольшую территорию и, очевидно, были одним из самых сильных индейских народов Северной Америки. Поскольку их территория находилась к северу от основного потока поселенцев, а их земля была малопригодна для земледелия, оджибве долгое время почти никто не беспокоил. Они самостоятельно вели войны по захвату новых территорий.
Французы, прибывшие в Канаду, использовали оджибве как своих союзников в войнах. Они вели интенсивную торговлю с племенем оттава, которые были в союзе с оджибве, а затем и с ними самими, что обеспечило индейцев огнестрельным оружием. Благодаря ружьям оджибве окончательно изгнали сиу (в частности, племя дакота) со своих территорий в прерии, хотя отдельные стычки с дакота происходили ещё долго.
Правительство США пыталось переселить оджибве с их земель, что привело к ряду вооружённых конфликтов. Затем правительства США и Канады подписывали договоры с индейцами, в которых они передавали им землю; примером такого договора может быть Ниагарское соглашение 1764 года. Оджибве подписали наибольшее количество таких договоров по сравнению со всеми другими коренными народами Америки. Однако эти договоры имели сомнительную ценность из-за разницы в мировоззрении: для европейцев земля была товаром, который можно было легко купить и продать по определённой цене на неё, а для оджибве земля не могла принадлежать никому — её можно было только использовать наряду с огнём, воздухом и водой. Современный анализ этих договоров с учётом мировоззрения оджибве показывает совершенно иной смысл обязанностей сторон. Время от времени народ оджибве выступал в совместных индейских восстаниях против американцев и британцев.

## Хозяйство и культура

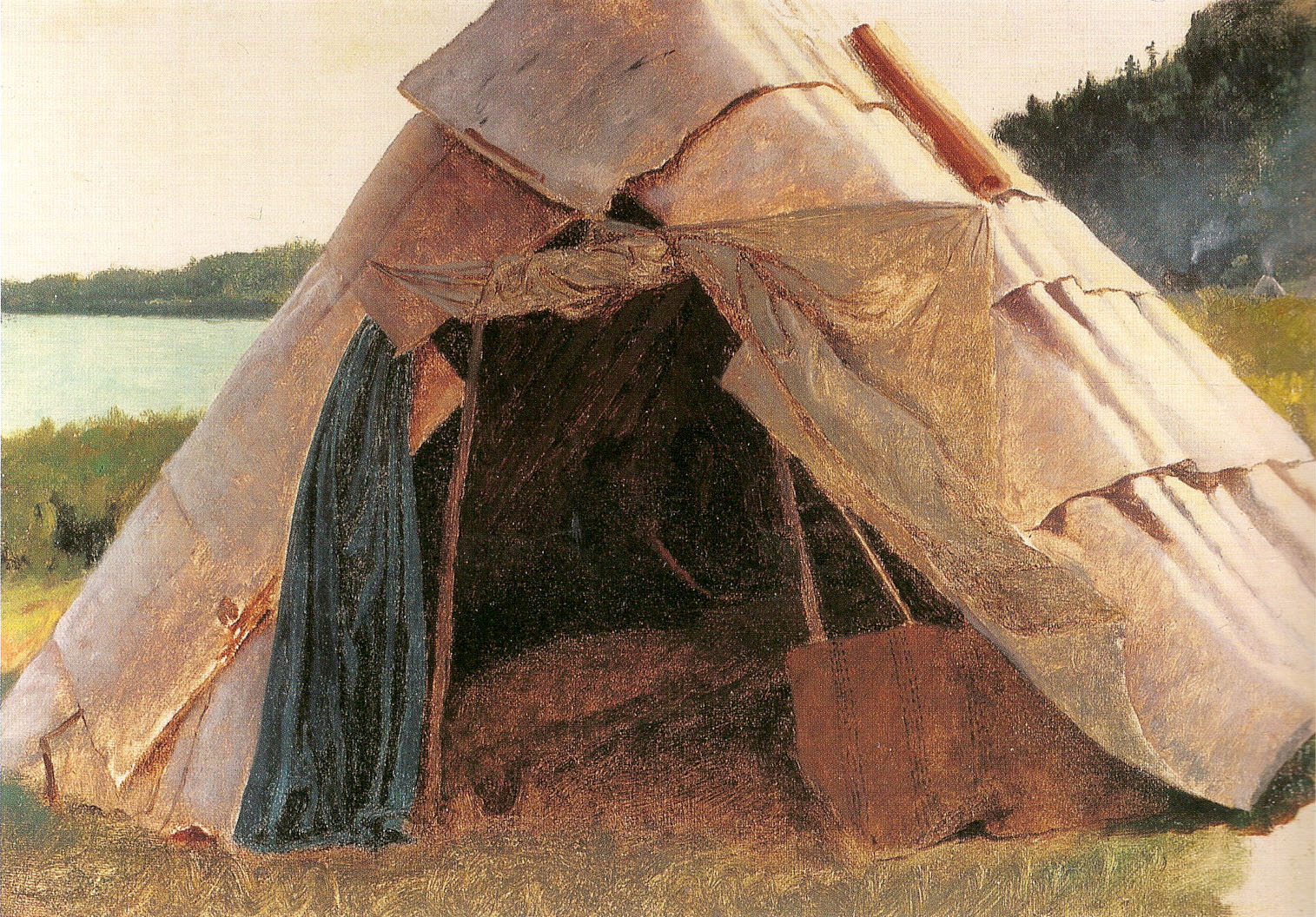
Вигвам оджибве, картина художника Истмена Джонсона (1857)

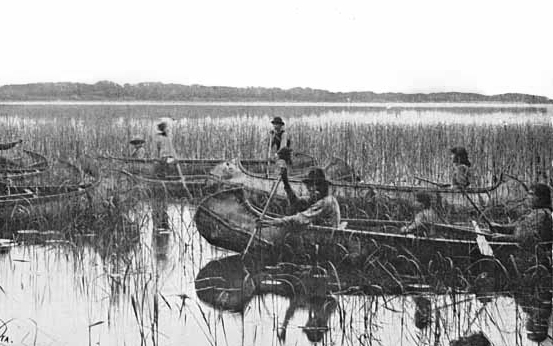
Оджибве на лодках в 1905 г. в Миннесоте

По типу культуры оджибве относятся к индейцам Субарктики и Северо-Востока Северной Америки. Основные традиционные занятия — охота, рыболовство, собирательство (сезонный сбор дикого риса и кленового сока). В XVII веке торговали пушниной с европейцами.
Оджибве проживают группами по 20-50 человек (ко времени встречи с европейцами — 200—300 человек), в английской традиции называющихся бэндами (bands). Большинство представителей, за исключением той части, которая ушла в прерии, жило оседлой жизнью. Занимались рыболовством, охотой, выращиванием кукурузы и овощей, сбором дикого риса, который играет важную роль в их мифологии. Типовое жилье оджибве — вигвамы (wiigiwaam) различных конструкций. Летом проходят основные праздники: джинготамог (jiingotamog) для общения с духами и ниимиьидимаа (niimi’idimaa) для социальной коммуникации. Последний праздник является аналогом праздника пау-вау, который празднуется другими индейцами.
Оджибве хоронят своих умерших в погребальных курганах. На каждом из них строится духовный домик (jiibegamig). Вместо надписи на могилах рисуют тотемный знак человека, который там похоронен. Могилы оджибве время от времени грабили, что привело к появлению специальной полиции по охране курганов.
В настоящее время заняты фермерством, работают по найму на лесозаготовках, на рудниках, в сфере обслуживания, переселяются в города. Больше всего традиционные занятия сохраняются у юго-западных оджибве, оджи-кри, северных и северо-западных оджибве.

## Социальная организация
Группа семей в 20-50 человек возглавляется вождём. Брак — патрилокальный. Сейчас появляется неолокальный брак. За невесту полагается отработка. Прежде было деление на патрилинейные тотемические роды, были полигиния, сорорат, левират, кросскузенные браки. Сейчас в городах сохраняется обычай взаимопомощи.
В настоящее время существует объединённое Миннесотское племя чиппева с выборным советом (6 общин с населением около 45 тысяч человек), которое входит в Межплеменной совет Великих озёр.

## Традиционные культы и верования
У оджибве распространены тотемизм, охотничьи культы, культы духов-покровителей. Верховное божество — Гитчи-Маниту (Киччи-Манито). Культурные герои — Нанабожо («Кролик»), каннибал Вендиго. Существуют знахарские общества, такие как мидевивин. У народа развиты искусство танца и ремёсла. 
В устном бытовании у оджибве есть несколько эпических рассказов, повествующих об изобретении различных ремёсел, табака и других полезных для народа вещей.

## Мидевивин
Мидевивин — организация шаманов оджибве. По легенде, верховный бог Маниту послал своего гонца к народу оджибве, чтобы научить их лечиться от болезней. Он выбрал одного человека и передал ему знания, которые тот передавал дальше. Впоследствии была основана организация шаманов, сохранивших тайные знания. При поступлении кандидата в Мидевивин символически убивали его раковину и воскрешали уже в статусе другого человека. Мидевивин имеет ступенчатую структуру. Например, шаман первой ступени имел право носить линию на лице и обслуживать погребальные процессии. Шаман третьей ступени, называвшейся Сообществом Восходящего Солнца, обладал силами стихий и разрисовывал верх лица зелёным, а низ — красным. На этом уровне он становился полноценным шаманом. Есть свидетельства о шести уровнях организации. Для перехода от одной ступени к другой происходят сложные обряды инициации. Кроме лечебных функций, шаманы также были основными пропагандистами верного пути жизни, комплекса религиозных и этических правил оджибве. Они понимали, что здоровье человека зависит не от лекарств, а от образа жизни. Они пропагандировали благодарить Маниту за всё, быть честными, дружными, храбрыми, сдержанными и добрыми.
При церемонии Мидевивин используются берестяные свитки оджибве (Wiigwaasabak) со сложными геометрическими узорами и формами под названием mide-wiigwaas.

## Клановая система
В оджибве понятие семьи гораздо шире этого понятия у европейских народов. Это прослеживается в языке: например, для братьев и двоюродных братьев в языке оджибве существует одно название. Для оджибве родными считаются все предки и все рождённые в племени. Эту общность мёртвых, живых и нерождённых называют словом aanikoobijigan.
Народ оджибве делится на тотемные группы, названные по именам тотемных животных. Это Wawaazisii («Быкоголов»), Baswenaazhi («Журавль»), Aan’aawenh («Утка-шилохвостка»), Nooke («Медведь») и Moozwaanowe («Хвост лося»). Медведи — самый многочисленный клан, который делится на подкланы по названию части медведя — Голова, Ребра или Лапа. При встрече оджибве говорят «Aaniin odoodemaayan?», что означает: «Какой у тебя тотем?» Это позволяет сразу определить родственные и иные связи между собой. Сейчас приветствие сократилось до «Aaniin!».

## Известные представители

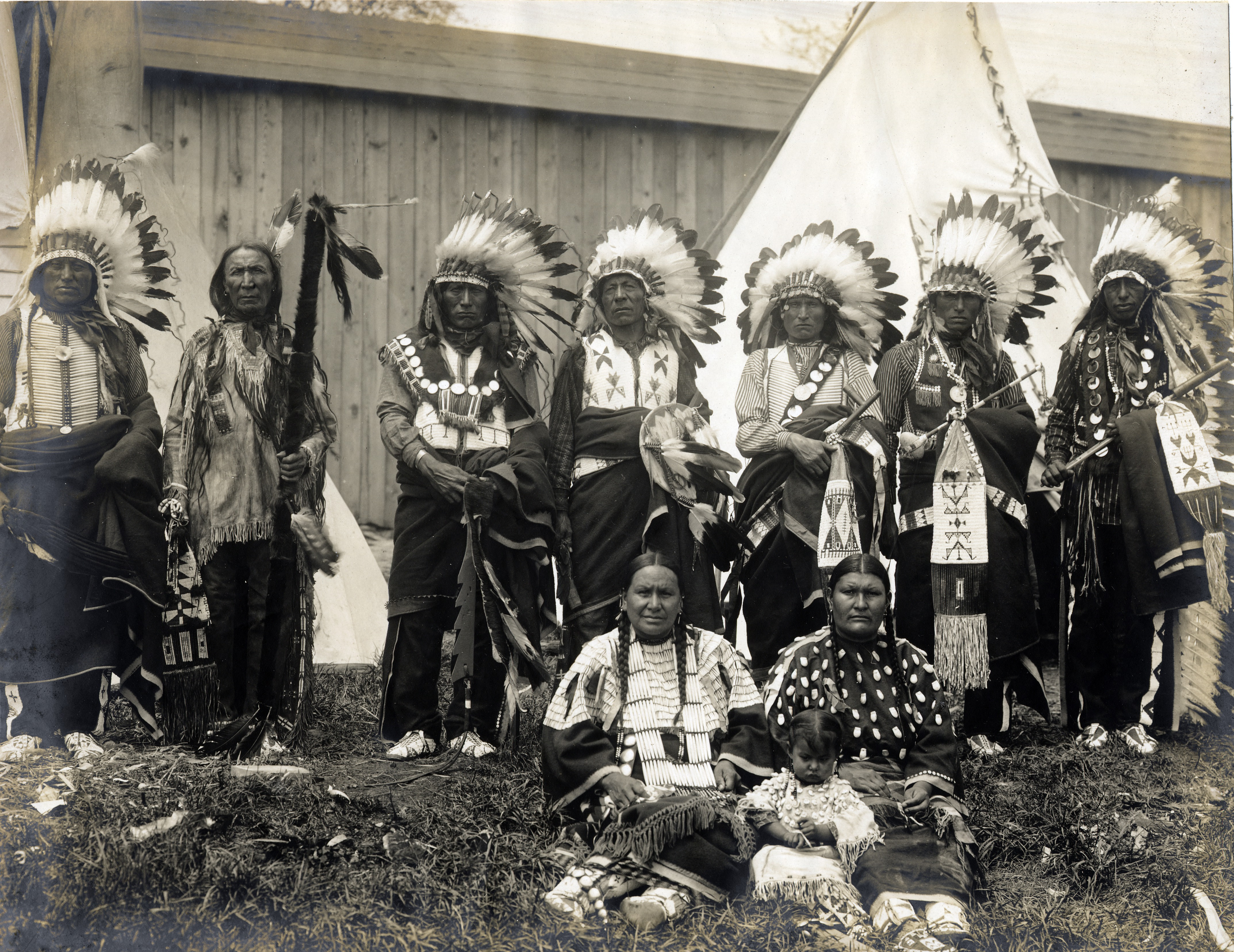
Вождь Жёлтые Волосы и Совет племени чиппева (оджибве), 1904 год.

Популярный в СССР и России англо-канадский писатель и публицист Серая Сова (Арчибальд Стэнсфелд Билэйни), выдававший себя за «чистокровного индейца», в течение 7 лет (1907—1915) прожил по соседству с оджибве, служа лесником в провинции Онтарио. Материальная и духовная культура этого народа, в той или иной степени отразилась в его книгах «Люди последней границы» (1931), «Саджо и её бобры» (1935), «Рассказы опустевшей хижины» (1936) и др.
Известный борец за права индейцев Леонард Пелтиер, проведший большую часть своей жизни (до ареста и заключения) среди племени сиу, из которого происходила его мать, является оджибве по своему отцу.
- Гэвин Маклауд (американский актёр) — оджибве по отцу.
- Леонард Пелтиер — активист движения американских индейцев, заключённый. Осуждён за убийстве двух агентов ФБР в 1975 году.
- Эдмония Льюис (скульптор) — оджибве по матери.
- Жан Батист Уилки (лидер метисов) — оджибве по матери.
- Крис Саймон (хоккеист) — оджибве по отцу.
- Аррон Эшем (хоккеист).
- Джон Смит (долгожитель).
- Бэнкс, Деннис — основатель Движения американских индейцев в 1968 году.
- Беллекорт, Клайд — основатель Движения американских индейцев в 1968 году.
- Беллекорт, Вернон — активист Движения американских индейцев.
- Фрэнсис Пегамагабо — канадский военный и политический деятель, самый успешный снайпер Первой мировой войны (378 убитых).
- Пегги Фланаган — вице-губернатор Миннесоты, оджибве по отцу.